# (5044) Shestaka
(5044) Shestaka est un astéroïde de la ceinture principale.

## Description
(5044) Shestaka est un astéroïde de la ceinture principale. Il fut découvert le 18 août 1977 à Naoutchnyï par Nikolaï Tchernykh. Il présente une orbite caractérisée par un demi-grand axe de 2,24 UA, une excentricité de 0,11 et une inclinaison de 5,8° par rapport à l'écliptique.

## Compléments